# Municipalità locale di Kgatelopele
La municipalità locale di Kgatelopele (in inglese Kgatelopele Local Municipality) è una municipalità locale del Sudafrica appartenente alla municipalità distrettuale di ZF Mgcawu, nella provincia del Capo Settentrionale. In base al censimento del 2001 la sua popolazione è di 14.741 abitanti.
La sede amministrativa e legislativa è la città di Danielskuil e il suo territorio si estende su una superficie di 2.477 km² ed è suddiviso in 4 circoscrizioni elettorali (wards). Il suo codice di distretto è NC086.

## Geografia fisica

### Confini
La municipalità locale di Kgatelopele confina a nord con quella di Ga-Segonyana (Kgalagadi), a est con il District Management Areas NCDMA09, a sud con quella di Siyancuma (Pixley ka Seme) e a ovest con quella di Tsantsabane.

### Città e comuni
- Danielskuil
- Five Mission
- Lime Acres
- Tlhakalatlou

### Fiumi
- Ga-Mogara
- Klein – Riet
- Steenbok